# احمد جان
احمد جان (زادهٔ ۱۰ فوریهٔ ۱۹۴۸ در ولایت پنجشیر) کشتی‌گیر سابق اهل افغانستان است. وی در بازی‌های المپیک تابستانی ۱۹۶۸ و بازی‌های المپیک تابستانی ۱۹۷۲ حضور داشته‌است.